# Orbán János (író)
Orbán János (Székelyudvarhely, 1879. december 26. – Székelyudvarhely, 1959. március 20.) erdélyi magyar közíró, helytörténész.

## Életútja
Középiskolai tanulmányait szülővárosában kezdte, s a gyulafehérvári Római Katolikus Főgimnáziumban fejezte be. A teológia elvégeztével pappá szentelték (1900). Káplán Torján és Piskin, plébános Vágáson, majd Székelykeresztúron főesperes. 1922 és 1924 között hittant tanított a tanítóképzőben.[forrás?] Fél századon át tevékenykedett a népnevelés, közoktatás és közélet terén nyugalomba vonulásáig, bátran hirdetve a népek közti bizalom szükségét. Írásait, vitacikkeit a Pásztortűz, Székely Közélet, Hírnök, Erdélyi Tudósító közölte. Benedek Elek Cimborájának lelkes támogatója volt. Összegyűjtötte azokat a Petőfi-emlékeket, legendákat, melyeket a szájhagyomány Székelykeresztúron megőrzött. Egy regényt is írt, amelyben a Csíki Magánjavak kezelésével kapcsolatos visszaéléseket leplezte le.

## Főbb művei
- A lélek útján (Nyolc konferencia. Székelykeresztúr 1923)
- Zúg a havas (regény, Déva 1937)
- Székelykeresztúr története (Kolozsvár 1943) (Reprint kiadása Kunszentmiklós, 2015. ISBN 978-963-12-1625-7.)